# شذى التوي
شذى التوي (بالإنجليزية: Shatha Altowai)‏ هي فنانة تشكيلية يمنية، تعيش في إدنبرة. تستكشف أعمالها قضايا مثل الهوية والنزوح والنساء والأطفال وتأثير الحرب الأهلية في اليمن. وهي معروفة أيضًا بتعاونها الفني ونشاطها مع زوجها عازف البيانو والمؤلف الموسيقي اليمني صابر بامطرف.
حصلت التوي على العديد من الجوائز، بما في ذلك جائزة "صندوق حماية الفنان" التابع لمعهد التعليم الدولي والتي أقيمت في المعهد العالي للعلوم الإنسانية (IASH) في جامعة إدنبرة من عام 2020 إلى عام 2021، وجائزة "جون بيرن" في عام 2021، وجائزة "المرأة الاسكتلندية" في عام 2022.
تقيم شذى في العاصمة الأسكتلندية إدنبرة منذ نوفمبر 2020.

## النشأة والتعليم
ولدت شذى التوي عام 1989 في عدن، اليمن الجنوبي (اليمن حاليًا)، لعائلة حضرمية تنحدر من شبام. قضت معظم حياتها في العاصمة اليمنية صنعاء، حيث أكملت دراستها. في عام 2014، تخرجت بدرجة البكالوريوس في تكنولوجيا المعلومات مع مرتبة الشرف من جامعة أوتارا الماليزية، حيث درست في فرعها بصنعاء.
خلال سنوات دراستها الجامعية، التقت بزوجها المستقبلي، صابر بامطرف، الذي كان يدرس نفس الدرجة أيضًا. وتزوجا في أغسطس 2014،
قبل شهر واحد فقط من سقوط صنعاء في أيدي الحوثيين.

## بداية الحياة المهنية في اليمن
بعد تخرجها في عام 2014، عملت التوي في وظائف إدارية وتقنية مختلفة. وبحلول عام 2017، قررت ترك حياتها المهنية بالكامل والتركيز على مساعيها الفنية.
في العديد من المقابلات، ذكرت التوي أن ارتباطها بالفن بدأ خلال طفولتها المبكرة، حيث كانت لوحاتها تُعرض غالبًا في ممرات مدرستها، مما أكسبها لقب "رسامة السوسني". ومع ذلك، تضاءل شغفها الفني بسبب انعدام المدارس الفنية في اليمن، وكما أوضحت في مقابلة مع مجلة المدنية، تحول تركيزها أيضًا خلال فترة المراهقة إلى الدراسة وأولويات أخرى، مما أبعدها مؤقتًا عن الفن. وهي تنسب زواجها في عام 2014 باعتباره المحفز الرئيس لإعادة اكتشاف روحها الفنية، مستوحاة من المؤلفات الموسيقية لزوجها التي ينفذها على البيانو.

بدأ الزوجان رحلتهما الفنية معًا باستضافة فعاليات صغيرة الحجم، وانتقلا تدريجيًا إلى أماكن عامة مثل مؤسسة بيسمنت الثقافية وفعاليات تيدكس. وسرعان ما اكتسبت عروضهما التعاونية، التي جمعت بين لوحات التوي وتأليفات البيانو الخاصة ببامطرف، شعبية واسعة وشكلت بداية رحلتهما الفنية المشتركة.

## النضال أثناء الحرب
في يوليو 2015، تضرر منزل شذى في غارة جوية للتحالف الذي تقوده السعودية في اليمن التي أصابت مبنى مجاورًا، مما أجبرها وزوجها على النزوح. بالاضافة الى ذلك، فإن التنقل في المجال العام كزوجين فنيين في اليمن يشكل تحديًا كبيرًا، وفقًا للزوجين، وخاصة بسبب المعايير المحافظة والأبوية في البلاد، والتي غالبًا ما تحد من مشاركة المرأة في الحياة العامة والتعبير الفني. كما أدى الصراع المستمر إلى تعقيد هذه الديناميكيات، مما أدى إلى خلق بيئة غاية الصعوبة للفنانين.
وعلى الرغم من هذه الصعوبات، واصلت التوي المشاركة في العديد من الفعاليات الفنية والعامة في اليمن إلى جانب زوجها. وكثيرًا ما وصفت فنها بأنه شكل من أشكال المقاومة والتعبير عن الذات، مما يسمح لها بالتأقلم ومواجهة التحديات التي تفرضها الحرب والقيود المجتمعية.

## فيلمصوت قزح(2018)
حظيت قصة التوي وتعاونها الفني مع زوجها بامطرف باهتمام أوسع وعُرِضَت في فيلم وثائقي قصير بعنوان (صوت قزح)، والذي تم اختياره للعرض في مهرجان كرامة لأفلام حقوق الإنسان الذي كان من المفترض أن يقام في صنعاء في أكتوبر 2018.
أدى ملصق الفيلم، الذي يصور التوي وزوجها محاطين بأدوات فنية وموسيقية، إلى رد فعل عنيف من جماعة الحوثي، مما أدى إلى إيقاف المهرجان وتهديد الزوجين، وأجبرهما ذلك على تعليق ممارستهما الفنية في المجال العام خلال الفترة المتبقية لهما في اليمن.

## مسرحيةلقد ألتقيت بالعدو(2019)
شاركت التوي في عمل مسرحي في أكتوبر 2019، حيث شاركت كأحد الممثلين الرئيسيين الثلاثة في مسرحية لقد ألتقيت بالعدو (والعدو هو نحن) من إنتاج مسرح الكومنولث الكائن في المملكة المتحدة. تناولت المسرحية تجارة الأسلحة في المملكة المتحدة وتأثيرها العالمي من خلال سرد تعاوني وشخصي.
تضمن أداء التوي، الذي تم تقديمه عن بُعد عبر عرض فيديو مسجل مسبقًا، تجاربها، بما في ذلك تأثير الغارة الجوية عام 2015 التي ألحقت الضرر بمنزلها.

## الانتقال إلى إدنبرة
في نوفمبر 2021، انتقلت شذى التوي إلى إدنبرة بعد حصولها على جائزة زمالة مقدمة من صندوق حماية الفنان (APF)، كما تحصل أيضًا زوجها صابر على نفس الجائزة، حيث كان المعهد العالي للعلوم الإنسانية (IASH) بمثابة المؤسسة المستضيفة لهما في جامعة إدنبرة. مكنتها هذه الفرصة من استئناف مساعيها الفنية وإنشاء مجموعات جديدة من الأعمال الفنية، بما في ذلك سلسلة العائلة، والتي من خلالها نالت على الجائزة الأولى في مسابقة الجون بيرن لأربع لوحات من السلسلة، مصحوبة ببيان بعنوان "ما هو أكثر إيلامًا؟ الجوع أم الخوف؟". كما عملت التوي أيضًا على اتمام مجموعة أخرى خلال هذه الفترة بعنوان هويات مشطوبة.
عُرضت أعمال التوي في العديد من المعارض، بما في ذلك معرض (اللوحة البيضاء) The White Canvas في يوليو 2021 في المعهد العالي للعلوم الإنسانية، حيث قدمت المجموعة الكاملة لسلسلة العائلة. بالإضافة إلى ذلك، عرضت أعمال مجموعة هويات مشطوبة بالتعاون مع منظمة آرت27أسكتلندا Art27Scotland.
في معرض "هويات مشطوبة"، سعت شذى التوي إلى تسليط الضوء على التحديات التي تواجهها النساء اليمنيات اللاتي يضطررن إلى إخفاء هوياتهن. وكعمل تضامني، دعت النساء في اسكتلندا للمشاركة في المشروع. وحظي المعرض بدعم العديد من أعضاء البرلمان البرلمان الاسكتلندي، بما في ذلك ممثلات حزب العمال سارة بوياك ومونيكا لينون. وقالت لينون: "يعد معرض شذى تصورًا قويًا لما يحدث عندما تُنتزع الحرية من النساء بسبب القيود المجتمعية. لقد جعلتني المشاركة في المشروع أكثر تصميمًا على النضال من أجل المساواة بين الجنسين".
وكجزء من هذا التعاون مع آرت27أسكتلندا، شاركت التوي وزوجها في إنشاء مسرحية قصيرة بعنوان (صابر جاء لتناول الشاي) Saber Came to Tea. جيث قام الزوجان بأداء الأدوار الرئيسية في هذا الإنتاج.
بعد الانتهاء من زمالتها، انضمت التوي إلى آرت27أسكتلندا Art27Scotland كفنانة مقيمة في عام 2022. وخلال هذا الوقت، أعادت تقديم مسرحية (صابر جاء لتناول الشاي) Saber Came to Tea في مهرجان إدنبرة فرينج في أغسطس 2022.
في نفس العام، حصلت الفنانة شذى التوي على المركز الأول في جائزة المرأة الأسكتلندية (قسم الثقافة والفنون) تقديرًا لمساهماتها الفنية والثقافية. علاوة على ذلك، تم ترشيح جزء من قصتها مع زوجها، والذي ظهرت في برنامج Loop على قناة بي بي سي اسكتلندا BBC Scotland (الموسم 4، الحلقة 3)، كأحد المرشحين النهائيين في جوائز مهرجان اللاجئين للاعلام اسكتلندا Refugee Festival Scotland Media لعام 2022.
في عام 2023، بدأت التوي إقامة فنية في (صانعي مطبوعات إدنبرة) Edinburgh Printmakers، حيث استكشفت فن الطباعة الفنية لأول مرة. خلال هذه الإقامة، أنشأت عملاً فنيًا بعنوان (نصب الخسارة) Monument of Loss، والذي عُرض في معرض (رؤى منتزعة) Uprooted Visions في (مطبوعات إدنبرة) Edinburgh Printmakers في مايو 2023.
وُصفت لوحة شذى التوي الفنية "نصب الخسارة" بأنها "معقدة بشكل مذهل"، حيث تنقل إحساسًا عميقًا بالثقل والعبء. تتكون الأشكال المجردة، التي تم تقديمها بلون أحمر دموي مذهل، من أرقام تشبه الغرز الجراحية. وأشار أحد المراجعين إلى أن إحدى القطع تتميز بستة أشكال ملتوية تدعم أشكالًا بيضاوية، تذكرنا بالرضع، وترمز إلى العبء العاطفي الثقيل الذي يتحمله الآباء وسط الحرب الأهلية المستمرة في اليمن. يتكون العمل الفني من 3 مطبوعات تهدف إلى التفكير في التأثير المدمر للصراع اليمني، والذي أسفر عن مقتل وإصابة أكثر من 11000 طفل منذ عام 2015.
شاركت التوي في حدث (تأملات حول المنفى والنزوح) Reflections on Exile and Displacement في معهد دراسات الشرق الأوسط وآسيا الوسطى والقوقاز (MECACS) في جامعة سانت أندروز. كما قادت مشروعًا فنيًا مجتمعيًا مع نساء من خلفيات متنوعة في إدنبرة، والذي تمخض في تركيب فني بعنوان (التعويذة الموروثة) Inherited Incantations، والذي عُرض في مهرجان الهجرة في يونيو 2023.
وسعت التوي نطاقها الفني من خلال الانضمام إلى الفرقة الموسيقية (الآخرون) The Other كفنانة بصرية مقيمة. لقد أنشأت أعمالًا فنية بصرية رقمية كانت بمثابة خلفيات للعروض الحية للفرقة خلال مهرجان الهجرة. استمر تعاونها مع الفرقة حتى عام 2024، بما في ذلك أداء بارز في مهرجان إدنبرة فرينج، حيث انضمت هي وزوجها إلى الفرقة على خشبة المسرح وقدما عمل فني متعدد الوسائط بعنوان (كما أُمُّها) Just Like Her Mum.
في نوفمبر 2024، تم اختيار شذى التوي كعضو في المجموعة الافتتاحية للمجتمع العالمي للقيادة النسائية (GCWL) من قبل معهد التعليم الدولي (IIE).

## معارض مختارة
- 2021 – معرض فردي، اللوحة البيضاء، IASH (جامعة إدنبرة)، إدنبرة، المملكة المتحدة.[1][54]

- 2021 – معرض فردي، هويات مشطوبة، Art27Scotland، إدنبرة، المملكة المتحدة.[30]

- 2021 – معرض جماعي، الفن كأداة للسلام، PeaceRep، في كلية الحقوق في جامعة إدنبرة.[55]

- 2022 – معرض جماعي، معرض الفنانات النسائيات ضمن مهرجان فرينج ادنبرة، Art27Scotland

- 2022 – معرض فردي، اللوحات النازحة في بناء السلام للشباب، اسكتلندا والعالم حدث عالمي، غرفة بوت، المتحف الوطني الاسكتلندي.[56]

- 2023 - معرض جماعي، رؤية متجذرة، صناع المطبوعات في إدنبرة.[49]

- 2023 – معرض جماعي، الجالية اليمنية في مانشستر، مانشستر، المملكة المتحدة.

- 2023 – معرض جماعي، موضوعات النزوح وانعدام الجنسية والمنفى في جميع أنحاء MECACS، جامعة سانت أندروز.[57]

- 2023 – معرض جماعي، التعويذة الموروثة، مهرجان الهجرة التابع لمؤسسة Art27Scotland.[16]

## فيلموغرافيا
- صوت قزح (2018) - فيلم وثائقي قصير من إنتاج YWT
- عندما تتوقف الموسيقى (2022) - فيلم قصير من إنتاج Declassified UK
- رحلتنا إلى الحرية الإبداعية (2022) - برنامج BBC Scotland's Loop (الموسم 4، الحلقة 3)